# Daniela Romo
Daniela Romo, pseudonimo di Teresa Presmanes Corona (Città del Messico, 27 agosto 1959), è una cantante e attrice messicana.

## Discografia parziale
- 1979 – También yo
- 1983 – Daniela Romo
- 1984 – Amor prohibido
- 1985 – Dueña de mi corazón
- 1986 – Mujer de todos, mujer de nadie
- 1987 – Gitana
- 1989 – Quiero amanecer con alguien
- 1991 – Amada más que nunca
- 1992 – De mil colores
- 1994 – La cita
- 1996 – Un nuevo amor
- 1998 – En vivo desde el teatro Alameda
- 1999 – Me vuelves loca
- 2001 – Ave fénix
- 2005 – Es la nostalgia
- 2008 – Sueños de cabaret
- 2012 – Para soñar
- 2015 – La voz del corazón

## Filmografia parziale

### Cinema
- Un uomo un eroe (One Man's Hero), regia di Lance Hool (1999)

### Televisione
- El ardiente secreto (1978)
- El enemigo (1979)
- No temas al amor (1980)
- Déjame vivir (1982)
- Il cammino segreto (El camino secreto) (1986)
- Balada por un amor (1990)
- Il dono della vita (Si Dios me quita la vida) (1995)
- Alborada (2005)
- Mujeres asesinas (2008)
- Triunfo del amor (2010)
- El hotel de los secretos (2014)
- Vencer el desamor (2020)
- Amor Amargo (2024)